# Walter König
Walter König, nemški general in vojaški veterinar, * 10. februar 1891, † 25. oktober 1971.